# Matías Alejandro Galarza
Matías Alejandro Galarza (San Isidro, 4 marzo 2002) è un calciatore argentino, centrocampista del Talleres (C).

## Carriera
Cresciuto nel settore giovanile dell'Argentinos Juniors, esordisce in prima squadra l'11 dicembre 2021, disputando l'incontro di Primera División vinto per 2-0 contro il Sarmiento (J). Il 10 agosto 2022 viene acquistato dal Genk.

## Statistiche

### Presenze e reti nei club
Statistiche aggiornate al 17 febbraio 2025.
| Stagione                  | Squadra                   | Campionato                | Campionato | Campionato | Coppe nazionali | Coppe nazionali | Coppe nazionali | Coppe continentali | Coppe continentali | Coppe continentali | Altre coppe | Altre coppe | Altre coppe | Totale | Totale |
| Stagione                  | Squadra                   | Comp                      | Pres       | Reti       | Comp            | Pres            | Reti            | Comp               | Pres               | Reti               | Comp        | Pres        | Reti        | Pres   | Reti   |
| ------------------------- | ------------------------- | ------------------------- | ---------- | ---------- | --------------- | --------------- | --------------- | ------------------ | ------------------ | ------------------ | ----------- | ----------- | ----------- | ------ | ------ |
| 2021                      | Argentinos Juniors        | PD                        | 1          | 0          | CA+CdL          | 0               | 0               | CL                 | 0                  | 0                  | -           | -           | -           | 1      | 0      |
| gen.-ago. 2022            | Argentinos Juniors        | PD                        | 8          | 0          | CA+CdL          | 2+15            | 0+1             | -                  | -                  | -                  | -           | -           | -           | 25     | 1      |
| Totale Argentinos Juniors | Totale Argentinos Juniors | Totale Argentinos Juniors | 9          | 0          |                 | 17              | 1               |                    | 0                  | 0                  |             | -           | -           | 26     | 1      |
| 2022-2023                 | Genk                      | D1                        | 8          | 0          | CB              | 1               | 0               | -                  | -                  | -                  | -           | -           | -           | 9      | 0      |
| 2023-2024                 | Genk                      | D1                        | 22+11      | 1          | CB              | 2               | 0               | UCL+UEL+UECL       | 2+2+8              | 0                  | -           | -           | -           | 47     | 1      |
| Totale Genk               | Totale Genk               | Totale Genk               | 30+11      | 1          |                 | 3               | 0               |                    | 12                 | 0                  |             | -           | -           | 56     | 1      |
| 2024                      | Talleres (C)              | PD                        | 0          | 0          | CA+CdL          | 1+13            | 0               | CL                 | -                  | -                  | -           | -           | -           | 14     | 0      |
| 2025                      | Talleres (C)              | PD                        | 6          | 0          | CA              | 0               | 0               | CL                 | -                  | -                  | SI          | -           | -           | 6      | 0      |
| Totale Talleres           | Totale Talleres           | Totale Talleres           | 6          | 0          |                 | 14              | 0               |                    | -                  | -                  |             | -           | -           | 20     | 0      |
| Totale carriera           | Totale carriera           | Totale carriera           | 56         | 1          |                 | 34              | 1               |                    | 12                 | 0                  |             | -           | -           | 102    | 2      |

## Palmarès

### Club

#### Competizioni nazionali
- Supercopa Internacional: 1

Talleres: 2023